# Польська кампанія (1939)

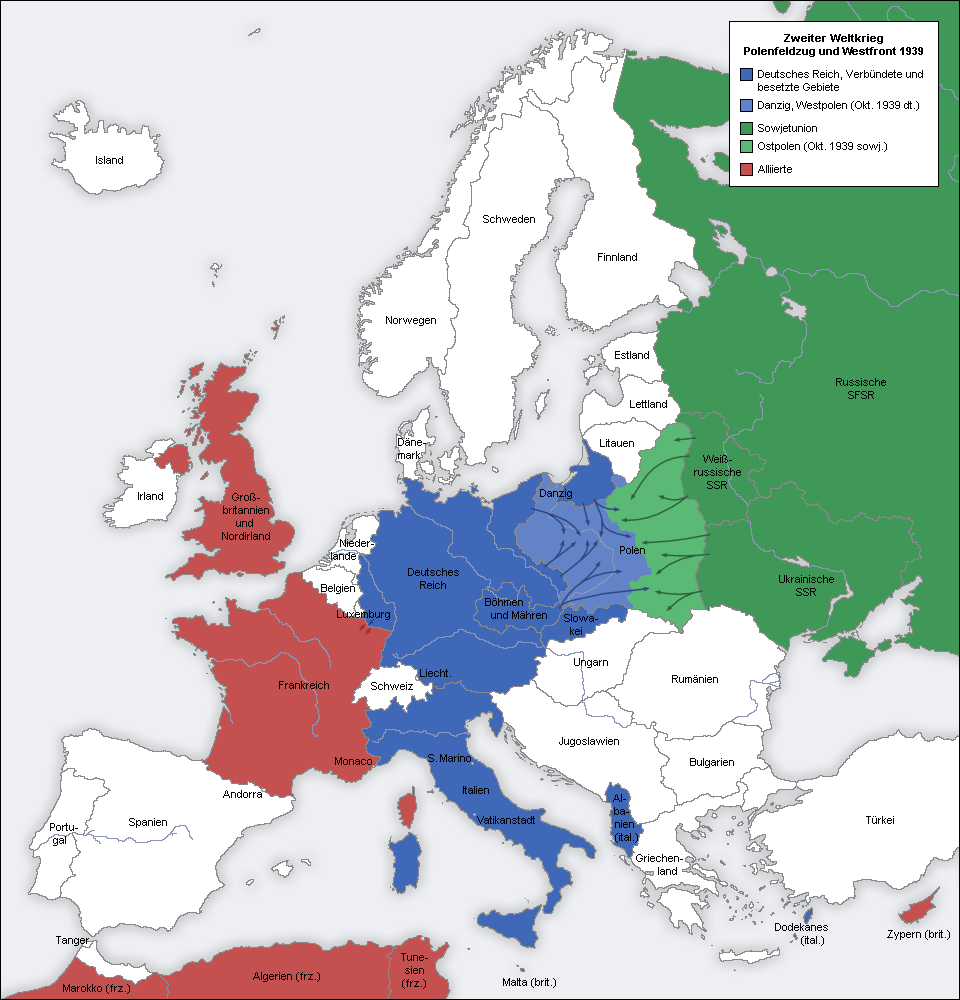
Польська кампанія 1939 року — початок Другої світової війни.

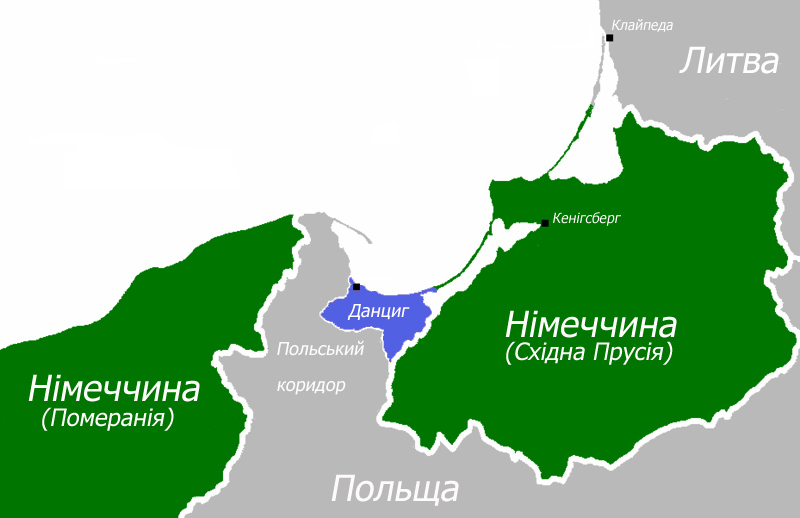
Польський коридор

По́льська кампа́нія (нім. Polenfeldzug; 1 вересня 1939 — 6 жовтня 1939) — військова операція збройних сил Німеччини, Словаччини та СРСР проти Польщі з метою анексії Польщі. Розпочата Німеччиною та Словаччиною 1 вересня 1939 року.
Відповідно до попередніх угод з польським урядом, 3 вересня 1939 року Велика Британія і Франція оголосили війну Німеччині, що ознаменувало початок Другої світової війни. 17 вересня у конфлікт втрутився Радянський Союз — як фактичний союзник нацистської Німеччини — і Червона армія окупувала східні області Польщі.
Результатом кампанії став розгром польських збройних сил, евакуація польського уряду і залишків його армії за кордон. Відповідно до секретного доповнення до Договору про ненапад між Німеччиною і Радянським Союзом територія Польщі була поділена між Третім Рейхом та СРСР, а також Словаччиною і Литвою. Остання не брала безпосередньої участі у війні, але 10 жовтня 1939 року підписала з СРСР Договір про взаємодопомогу, згідно з яким литовський уряд дав згоду на дислокацію на своїй території частин Червоної армії та отримав від Радянського Союзу частину колишніх польських територій — Віленську область.

## Назва
В історичній науці відома під назвами Вторгнення в Польщу 1939 року, Німецько-польська війна 1939 року.
У польській історіографії отримала назви Вереснева кампанія (пол. Kampania wrześniowa) та Оборонна війна 1939 року (пол. Wojna obronna 1939 roku).
У німецькій історіографії — Польський похід (Polenfeldzug).
У радянській історіографії — Визвольний похід Червоної армії у Західну Україну й Західну Білорусь.

## Передумови конфлікту

### Друга Польська Республіка— відновлення польської держави
Після Першої світової війни на територіях, що належали Росії, Німеччині та Австро-Угорщині, утворили польську державу, відому в історіографії як Друга Польська Республіка.
Східний кордон Польщі був окреслений лінією Керзона, проведеній приблизно по лінії етнічного поділу районів з польською більшістю і районів з білоруською або українською більшістю. Однак в 1920 році у результаті Польсько-радянської війни кордон з СРСР був відсунений на схід.
Західний кордон з Німеччиною був визначений Версальським договором, за яким Сілезію розділили між Німеччиною та Польщею, а переважно німецький Данциг (сучасне польське місто Гданськ), що мав сильні економічні зв'язки з Польщею, був оголошений вільним містом. В 1922 році після декількох повстань польського населення у Верхній Сілезії Польща змогла взяти цю провінцію під свій контроль. Для забезпечення виходу Польщі до Балтійського моря з колишніх німецьких територій був утворений «польський коридор», який відрізав Східну Пруссію від Німеччини, перетворивши її в анклав. У результаті захід країни був населений переважно німцями, що робило Польщу вразливою в питаннях територіальних претензій з боку Німеччини.

### «Розширення життєвого простору»
Після приходу до влади Адольф Гітлер почав реалізовувати ідею об'єднання німців у єдину державу. Спираючись на військову силу та дипломатичний тиск, у березні 1938 року Німеччина безперешкодно приєднала до себе Австрію, а у жовтні 1938 року у результаті Мюнхенської угоди анексувала Судетську область, що належала Чехословаччині.
Після підписання Мюнхенської угоди 1 жовтня 1938 року Польща анексувала Заолжя (Тешинська Сілезія). Таким чином, Польща разом з нацистською Німеччиною та Угорщиною взяла участь у поділі Чехословаччини.
24 жовтня 1938 року, менше ніж через місяць після підписання Мюнхенської угоди, міністр закордонних справ Третього Рейху Йоахим фон Ріббентроп під час обіду на честь посла Польщі в Німеччині Юзефа Липського заявив, що прийшла пора остаточно з'ясувати відносини між Польщею і Німеччиною. Насамперед, продовжував він, мова йтиме про Данциг, який необхідно «повернути» Третьому Рейху.
За словами Ріббентропа, Німеччина планувала побудувати шосе і прокласти двоколійну залізницю через «польський коридор», щоб з'єднати Німеччину з Данцигом і Східною Пруссією. Від Польщі також вимагалось приєднання до Антикомінтернівського пакту, спрямованого проти СРСР. В обмін на це Німеччина готова продовжити польсько-німецький договір на 10—20 років і гарантувати непорушність польських кордонів.
«Предмет суперечки зовсім не Данциг. Мова йде про розширення нашого життєвого простору на сході і про забезпечення нашого продовольчого постачання»
19 листопада 1938 року міністр закордонних справ Польщі Юзеф Бек надіслав в Берлін відповідь на німецькі пропозиції. Відповідь була негативною, однак, не бажаючи загострювати ситуацію, поляки запропонували замінити гарантії, надані Данцигу Лігою Націй, німецько-польськими гарантіями, що дають Данцигу статус вільного міста. «Будь-яке інше рішення, — писав Бек у меморандумі, що Липський зачитав Ріббентропу, — як і будь-яка спроба приєднати вільне місто до Рейха, неминуче приведе до конфлікту».
15 березня 1939 року Німеччина остаточно окупувала Чехословаччину: на території Чехії було оголошено Протекторат Богемії і Моравії, і утворено Словацьку республіку під сильним впливом Третього Рейху. Оскільки, згідно з дезінформацією Ріббентропа, готувався поділ Словаччини між Польщею та Угорщиною і угорські війська вже були сконцентровані на кордонах, Німеччина під приводом захисту «незалежної» країни ввела свої війська. Таким чином, територія Польщі опинилася з трьох боків оточена військами Вермахту, що робило її вкрай вразливою в разі потенційної агресії з боку Німеччини.
21 березня 1939 року Німеччина вчинила чергову дипломатичну спробу стосовно повернення Данцига. У відповідь на відмову 28 березня 1939 року Гітлер розірвав Пакт про ненапад, укладений у січні 1934 року.

### Англо-французькі гарантії Польщі
31 березня 1939 року прем'єр-міністр Великої Британії Чемберлен від імені англійського та французького урядів заявив, що надаватиме Польщі всю можливу допомогу, якщо виникне загроза її безпеці. Одностороння англійська гарантія Польщі 6 квітня була замінена попередньою двосторонньою угодою про взаємну допомогу між Англією і Польщею.
15 травня 1939 року було підписано польсько-французький протокол, відповідно до якого французи обіцяли розпочати наступ протягом 2-х тижнів після мобілізації.
25 серпня 1939 року в Лондоні остаточно був оформлений і підписаний англо-польський союз у вигляді Угоди про взаємну допомогу і секретного протоколу.

Стаття перша англо-польської Угоди про взаємну допомогу говорила: 
«У випадку якщо одна з Договірних сторін буде залучена у воєнні дії з європейською державою внаслідок агресії, вчиненої останньою проти зазначеної Договірної сторони, інша Договірна сторона негайно надасть Договірній стороні, залученій у воєнні дії, всю необхідну від неї підтримку та допомогу».
Під «європейською державою», як випливало із секретного протоколу, малася на увазі Німеччина.

### Пакт Молотова— Ріббентропа

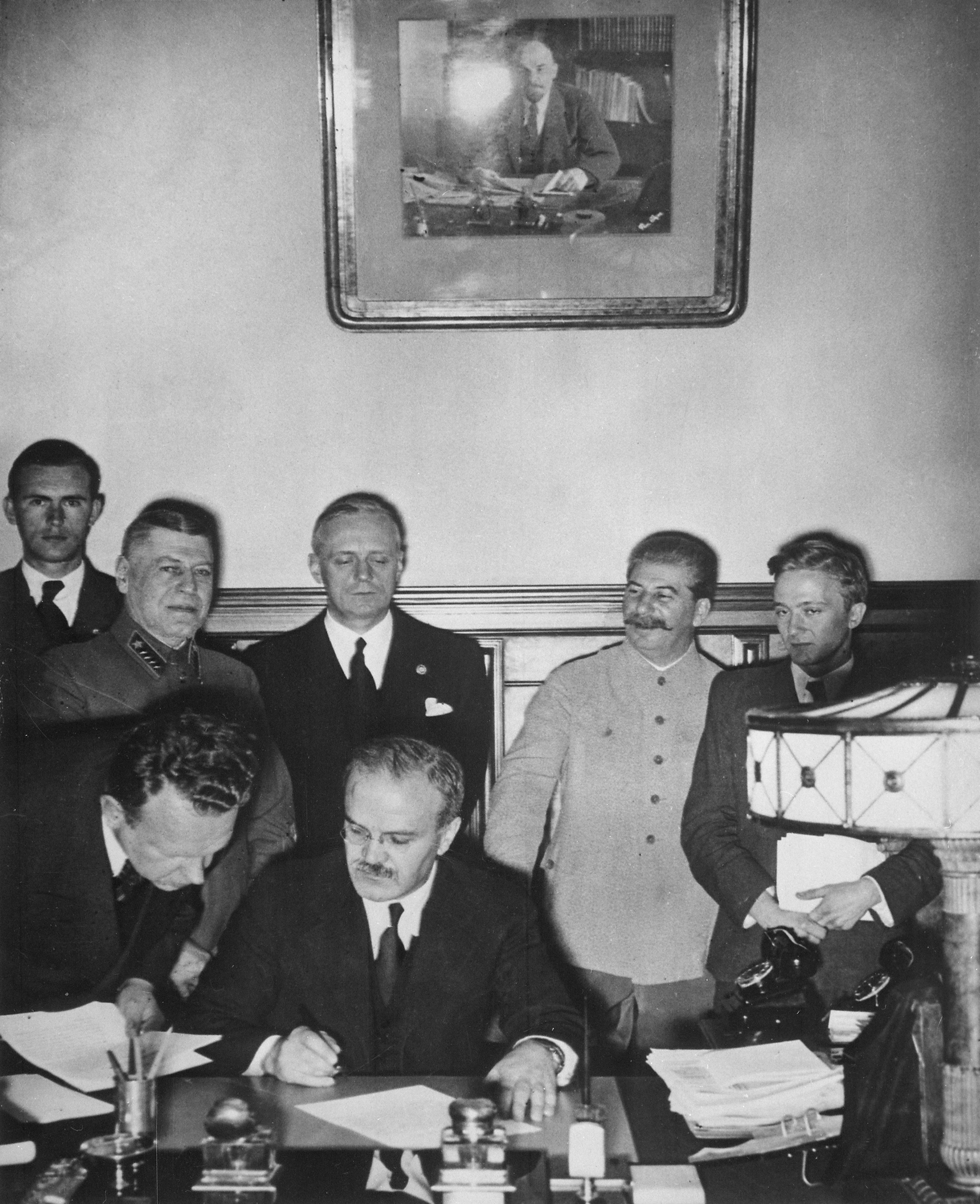
Молотов підписує радянсько-німецьку угоду про ненапад. Позаду — Ріббентроп і Сталін.

З липня 1939 року Гітлер почав шукати нових союзників у «польському питанні». Вже 3 серпня Ріббентроп вперше зробив офіційну заяву на тему німецько-радянського зближення, у якій, зокрема, був натяк на розподіл сфер впливу:
«З усіх проблем, що мають відношення до території від Чорного до Балтійського моря, ми могли б легко домовитись»
15 серпня на зустрічі посла Німеччини в СРСР Шуленбурга з народним комісаром закордонних справ Молотовим представник радянської сторони зі свого боку запропонував підписати договір про ненапад, але з обов'язковим підписанням торговельної та кредитної угоди. Вже 19 серпня економічну угоду було підписано і Молотов передав Ріббентропу проект майбутнього таємного протоколу. Бажаючи форсувати події, Гітлер особистою телеграмою просив Сталіна прийняти німецьку делегацію 22-23 серпня замість запланованого 26-27 серпня. Після позитивної відповіді Сталіна, 22 серпня на військовій нараді Гітлер остаточно підтвердив намір розпочати війну з Польщею.
23 серпня 1939 року у Москві народним комісаром закордонних справ СРСР В. Молотовим та міністром закордонних справ Німеччини Й. фон Ріббентропом було підписано договір про ненапад. Секретним додатковим протоколом визначались сфери взаємних інтересів обох держав у Східній Європі. Другий пункт цього протоколу порушував «польське питання»:
«У випадку територіально-політичної перебудови областей, які входять до складу Польської держави, кордон сфер інтересів Німеччини і СРСР буде приблизно проходити по лінії рік Нарев, Вісла і Сян. Питання, чи є у взаємних інтересах бажаним збереження незалежної Польської держави і якими будуть кордони цієї держави, може бути остаточно з'ясоване лише протягом подальшого політичного розвитку…»

## Співвідношення сил

### Німеччина
Співвідношення військових сил Німеччини і Польщі в Польській кампанії
|                                                           | Третій Рейх | II Польська Республіка |
| Особовий склад (млн осіб)                                 | 1,6         | 1,0                    |
| Дивізії танкові легкі моторизовані                        | 62 7 4      | 39 -                   |
| Бригади кавалерійські бронемоторизовані гірськострілецькі | -           | 16 11 2 3              |
| Танки                                                     | 2800        | 870 (з танкетками)     |
| Артилерійська зброя і міномети                            | 6000        | 4300                   |
| Бойові літаки                                             | 2000        | 407                    |

На початок осені 1939 року військові сили Німеччини нараховували 98 дивізій, у тому числі 52 кадрові (враховуючи 6 австрійських — 39 піхотних, 3 гірськострілецьких, 5 танкових, 4 легких і 1 кавалерійську дивізію). З інших 46 лише 10 дивізій були повністю боєздатними, але й вони здебільшого складалися з новобранців, що перебували на службі всього місяць. Ще 36 дивізій були укомплектовані головним чином ветеранами Першої Світової війни, малознайомими із сучасними зразками зброї і тактикою. Для озброєння цих військ було використане непотрібне кадровим частинам застаріле озброєння, а також австрійська зброя і техніка розформованої чехословацької армії.
На 1 вересня 1939 року військово-морські сили Німеччини мали наступний корабельний склад: 2 лінійних кораблі («Шарнгорст» і «Гнейзенау»), 3 броненосці («Дойчланд», пізніше перейменований в «Лютцов», а також «Адмірал Шеер» і «Адмірал граф Шпее»), 2 важких крейсери («Адмірал Гіппер» і «Блюхер»), 6 легких крейсерів, 22 ескадрених міноносця, 20 міноносців, 32 тральщика, 35 підводних човнів прибережної дії (водотоннажністю 250 т), 22 океанських підводних човна (водотоннажністю по 500 і 700 т), 17 торпедних катерів.
Крім того, перебували в будівництві і могли бути закінчені під час війни: 2 лінійні кораблі («Бісмарк» і «Тірпіц»), 1 важкий крейсер («Принц Євген»). Підводний флот збільшувався щомісяця на 2—3 одиниці.
Німецька авіація мала 2500 літаків, у тому числі 1 тисячу бомбардувальників, які були об'єднані в 5 авіадивізій і 1 парашутно-десантну дивізію. У якісному відношенні німецькі літаки були краще польських і французьких і майже такі ж, як англійські.

### Словаччина
Армія Словаччини складалася із сухопутних сил: кавалерії, піхоти, артилерії, невеликої кількості бронеодиниць, а також ВПС. Озброєння було здебільшого колишньої чехословацької армії, передане словакам німцями після окупації Чехії.
Військово-повітряні сили Словаччини були сформовані на базі чехословацької авіації і налічували 358 бойових літаки. Майже вся бойова авіація, за винятком підрозділів, передислокованих в Словаччину у вересні 1938 року під час загальної мобілізації, входила в 3-й авіаполк генерала Штефаника. Основною авіабазою були Пештяни. Командував ВПС підполковник Я. Амбруш.

### Польща

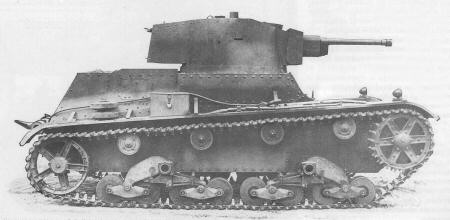
Польський легкий танк 7ТР

Чисельність польської армії мирного часу була досить значною: 30 піхотних дивізій, 1 кавалерійська дивізія і 11 окремих кавалерійських бригад. Озброєння, кількісно цілком достатнє, складалося в основному із застарілих зразків часів Першої світової війни. Моторизація ще тільки починала розвиватися. Танкові війська мали всього 9 рот легких танків і 29 рот легких бронеавтомобілів.
Військово-морський флот Польщі (4 ескадрених міноносці, 2 міноносці, 6 тральщиків, 2 канонерські човни і 5 підводних човнів) не відігравав значної ролі на Балтійському морі й навряд чи міг порушити, а тим більше зірвати морські перевезення між Східною Прусією та Німеччиною.
Влітку 1939 року міжнародне становище Польщі різко погіршилося. Розуміючи що у випадку збройного конфлікту з німцями польський флот скоріше за все буде знищено, 24 серпня 1939 року британський уряд запропонував Ридз-Смігли евакуювати частину сил польських ВМС. 26 серпня польське керівництво затвердило план евакуації — операцію «Пекін». 1 вересня дивізіон польських есмінців у складі есмінців «Грім», «Блискавка» і «Шторм» успішно досяг порту Единбург.

## Підготовка до війни

### Німеччина

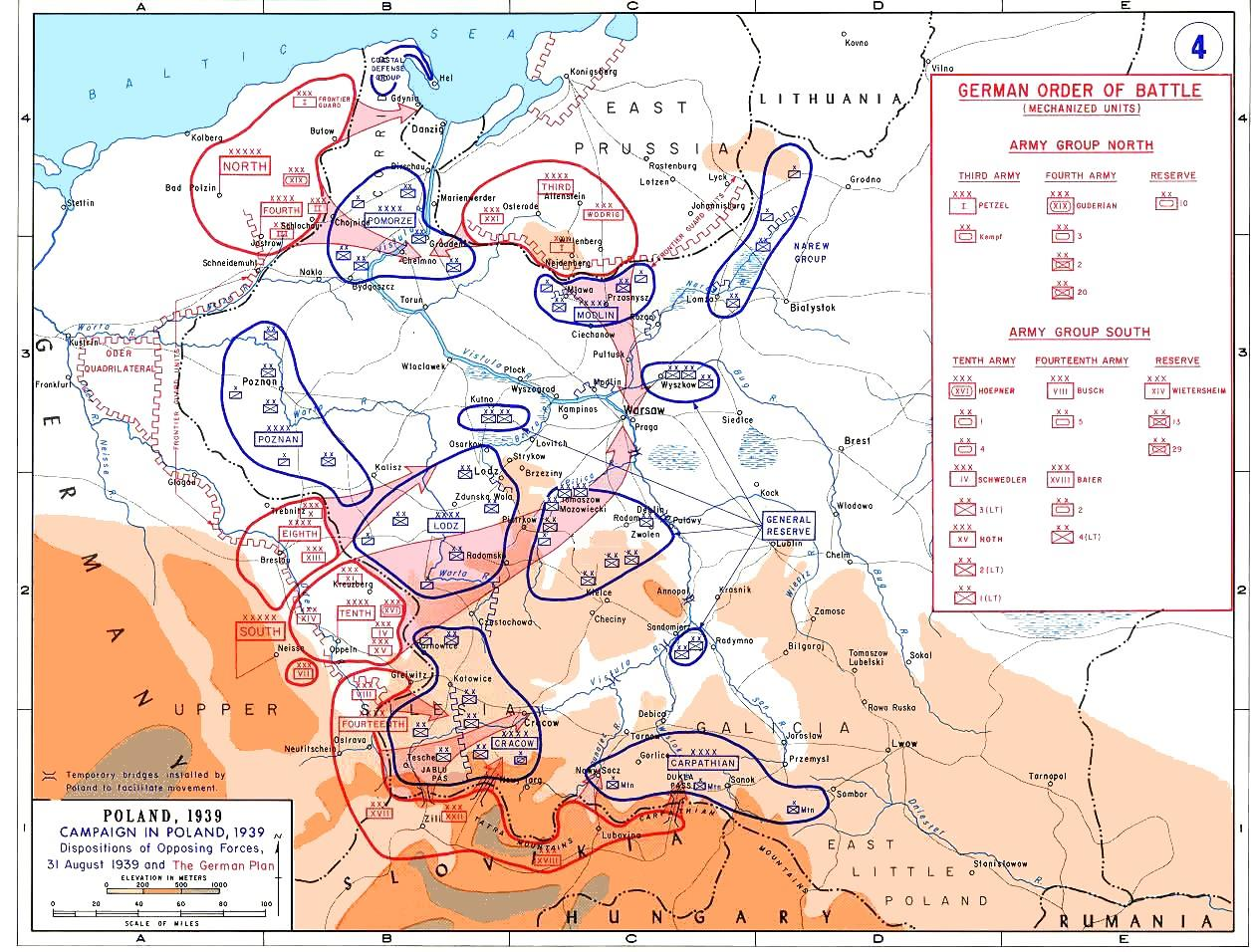
Розташування військових сил Німеччини і Польщі станом на 31 серпня 1939 року

3 квітня 1939 року верховне командування німецьких збройних сил (ОКВ) видало директиву «Про єдину підготовку збройних сил до війни», що містила такі основні положення:
«Завдання збройних сил Німеччини полягає в тому, щоб знищити польські збройні сили. Для цього необхідно прагнути і готуватися до раптового нападу. Про проведення прихованої або відкритої загальної мобілізації буде даний наказ тільки в день наступу, по можливості в останній момент…
Планування військових приготувань повинно проводитися з таким розрахунком, щоб здійснення операції було можливе в будь-який час починаючи з 1 вересня 1939 р.»
На підставі цієї директиви було підготовлене та здійснене стратегічне розгортання німецьких збройних сил проти Польщі.
У травні 1939 року були приведені в бойову готовність 6 армійських управлінь, 11 управлінь армійських корпусів і 24 дивізії. У липні під виглядом «літніх маневрів», вдалося перекинути в намічені райони зосередження або стратегічного розгортання велику кількість кадрових військ, укомплектованих за штатами воєнного часу, не оголошуючи при цьому мобілізації. На початку серпня з Німеччини в Східну Пруссію під приводом участі в святкуванні 25-річчя битви під Танненбергом було передислоковано ще кілька кадрових дивізій, а також проведена часткова мобілізація деяких резервних дивізій, а також частин армійського та корпусного підпорядкування. Крім того, розгорнуті до штатного складу воєнного часу з'єднання провели «окопні роботи» на польсько-німецькому кордоні; танкові, легкі й моторизовані дивізії були стягнуті в центральну частину Німеччини для «осінніх маневрів». Незадовго до 25 серпня дивізії, які були призначені для вторгнення в Польщу і не брали участь у цих маневрах, були повністю відмобілізовані та перекинені в райони стратегічного розгортання. 25 серпня 1939 року війська Вермахту були повністю готові до наступальної операції.

### Словаччина
Ще під час розробки плану «Вайс» німецький Генеральний штаб запросив у президента Словаччини Йозефа Тисо підтримки словацької армії.
Для бойових дій проти Польщі Словаччина виділила армію «Бернолак» під командуванням генерала Фердинанда Чатлоша. До її складу входили:
- 1-ша дивізія (генерал 2-го рангу Антон Пуланіх) — два піхотних полки і окремий піхотний батальйон, артилерійський полк і дивізіон;
- 2-га дивізія (підполковник Ян Імро) — один піхотний полк, три піхотних батальйони, артилерійський полк;
- 3-тя дивізія (полковник Густав Малар) — два піхотних полки, два піхотних батальйони, артилерійський полк і дивізіон. Дивізія входила до складу німецького 18-го гірського корпуса.

Словацькі дивізії планувалося використати на півдні Польщі в районах міст Дембиця і Тарнів.
Крім того на території Словаччини розташовувалися частини Вермахту, а на словацьких аеродромах базувалося 175 літаків зі складу 4-го Повітряного флоту Люфтваффе.

### Польща

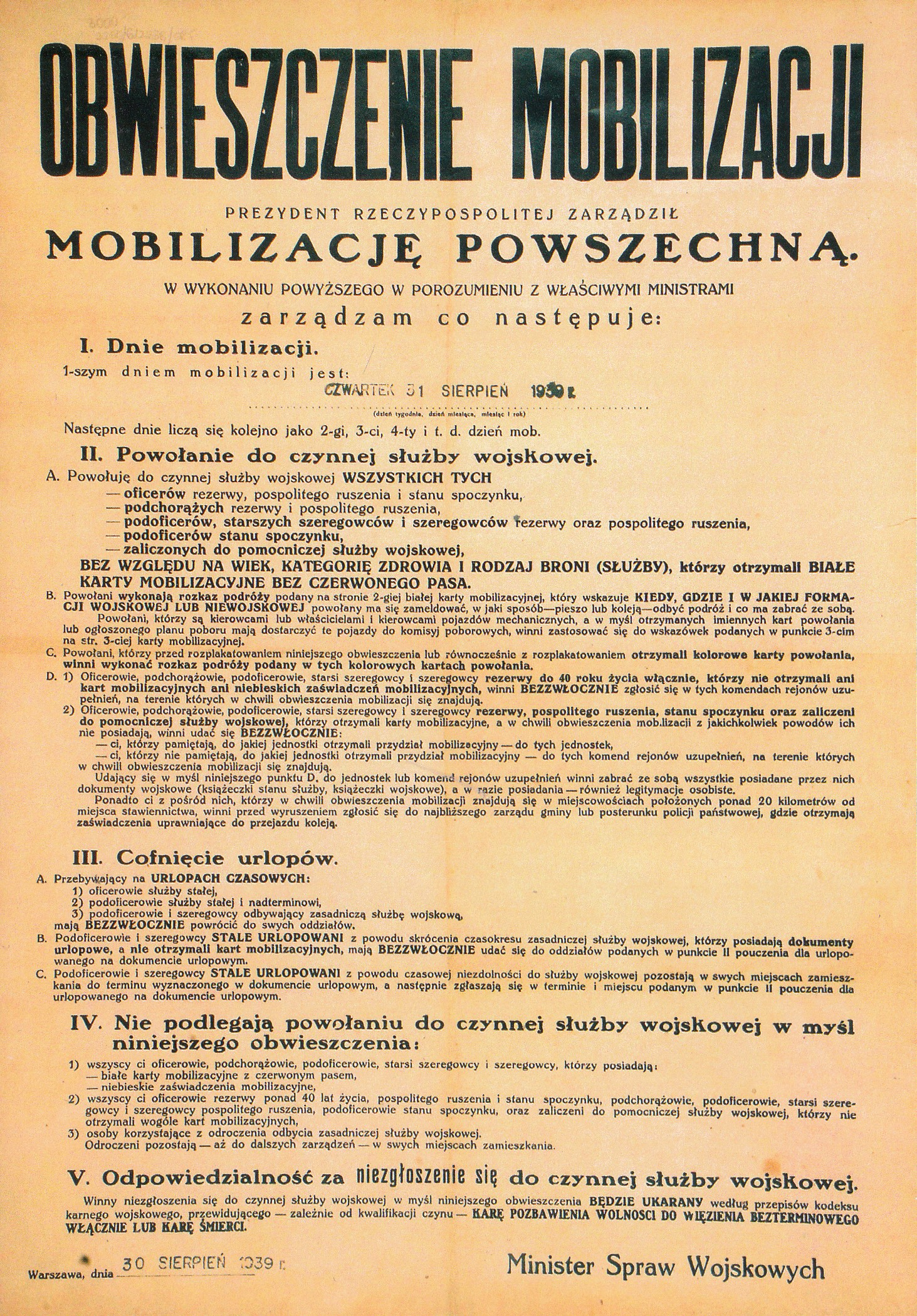
Польське оголошення про мобілізацію (30.08.1939)

Геополітичне положення Польщі робило її дуже вразливою з військової точки зору. Найсприятливішим для поляків в майбутньому конфлікті було б уникнути оточення головних сил та перейти до позиційної війни з очікуванням допомоги від Великої Британії і Франції. Це вимагало добровільного залишення індустріально розвинених районів Західної Польщі (перш за все Верхньої Сілезії) та відходу в глиб країни на підготовані позиції. Однак головнокомандувач польськими військовими силами маршал Ридз-Смігли хотів не тільки втримати всю територію Польщі, а навіть почати наступальні дії проти Східної Пруссії.
Для виконання цього плану на кордоні зі Східною Пруссією одне невелике угруповання (дві дивізії, дві кавалерійські бригади) розгорталося в районі міста Сувалки, інше, велике (армія «Модлін» у складі чотирьох дивізій і двох кавалерійських бригад) — уздовж південного кордону Східної Пруссії і третє (армія «Помор'я» — шість дивізій) — у Польському коридорі. Такий розподіл сил дозволяв розпочати наступальні дії по збіжних напрямках проти німецьких військ у Східній Пруссії. Тим часом можливості польського угруповання, розташованого в «коридорі», були досить обмеженими, так як могли бути швидко нейтралізовані німецькими військами, що займали позиції в північно-східній частині Померанії.
Південний кордон Польщі повинна була обороняти Карпатська армія, що складалася головним чином з резервних з'єднань, розташованих між Тарнівом і Львовом. За планом ця армія закінчувала розгортання до 6 вересня. Далі, у районі між Ченстоховою і Ноймарктом (сучасне польське місто Новий Торг) створювалося угруповання (армія «Краків» у складі шести дивізій, однієї кавалерійської бригади і однієї моторизованої бригади), що повинно було обороняти Верхню Сілезію і у взаємодії з угрупованням у районі Велюнь (армія «Лодзь» у складі чотирьох дивізій і двох кавалерійських бригад) перешкодити просуванню німецьких частин на Варшаву. За цими силами в районі Томашева, Кельців було передбачене ще одне угруповання (армія «Пруссія» у складі шести дивізій і однієї кавалерійської бригади).
Великі сили, (армія «Познань» — чотири дивізії і дві кавалерійські бригади), були розташовані в районі Познані, для того щоб завдати удару із флангу по німецьких військах, що почнуть наступ із Померанії або Сілезії.
Невеликі резерви (в цілому три дивізії і одна кавалерійська бригада) перебували біля Вісли в районі Варшави і Любліна.
Наприкінці серпня в Польщі офіційно була оголошена мобілізація. Попри це в попередні місяці вже були сформовані всі передбачені резервні частини (полки, окремі батальйони та артилерійські дивізіони), але їх зарахували до кадрових з'єднань. Було передбачене об'єднання резервних частин у 10 дивізій, але з бажання зберегти в таємниці всі ці приготування цього не зробили до 1 вересня 1939 року.

## Хронологія конфлікту

### Ґлейвіцький інцидент
Формальним приводом до початку німецько-польської війни став інсценований 31 серпня 1939 року співробітниками СД напад поляків на німецьку радіостанцію в Ґляйвіці (польське місто Гливиці).
Операцією під кодовою назвою «Консерви» (більше відомою, як «Гливицька провокація») керував Рейнхард Гейдріх. Коли група співробітників СД у формі польської армії, під командуванням Альфреда Науйокса і Генріха Мюллера, напала на радіостанцію в Ґляйвіці, в ефір відразу ж полетіли звуки пострілів і вигуки польською мовою — «прийшов час війни Польщі проти Німеччини». На місці подій розклали трупи в польській формі (в'язні концтаборів, яких заздалегідь убили). Операція зайняла приблизно 4 хвилини.
Подібні операції пройшли також у прикордонних Пінчеві та Гохліндені. Міністр пропаганди Третього Рейху Йозеф Геббельс одержав необхідний матеріал для пропагандистської кампанії. 31 серпня 1939 року Гітлер наказав розпочати наступ на Польщу наступного дня о 4:45 ранку.

### Початок бойових дій

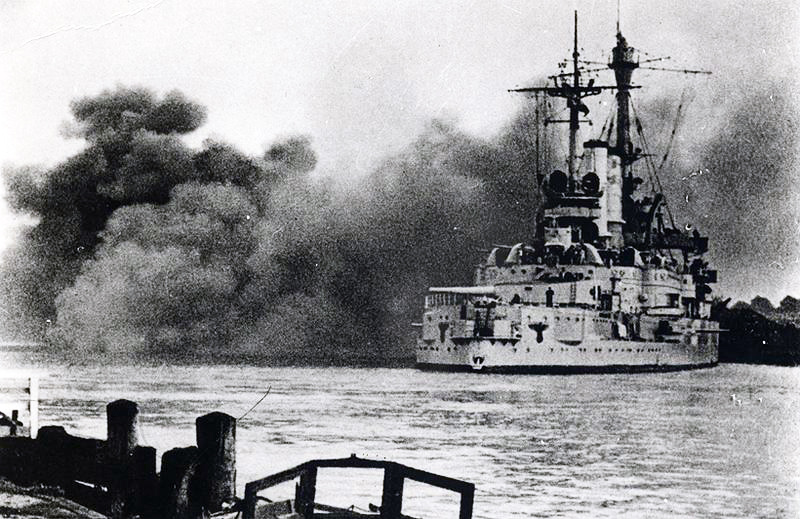
Навчальний корабель «Шлезвіг-Гольштейн». Його постріли вважаються першими пострілами війни

1 вересня, о 4 годині 45 хвилин навчальний німецький корабель «Шлезвіг-Гольштейн» відкрив вогонь по польській військово-морській базі Вестерплатте на Балтиці. Цей обстріл вважається першими пострілами війни.
Одночасно з початком обстрілу Вестерплатте розпочали наступ війська Вермахту. З півночі вторгнення здійснювала група армій Бока, що мала у своєму складі дві армії. 3-тя армія під командуванням Кюхлера завдавала удару зі Східної Пруссії на південь, а 4-та армія під командуванням Клюге — на схід через Польський коридор, щоб з'єднатися з військами 3-ї армії і завершити охоплення правого флангу поляків.
Найважливіша роль приділялася групі армій Рундштедта, що діяла на півдні. До складу групи армій входили 8-ма армія під командуванням Бласковіца, 10-та армія під командуванням Райхенау і 14-та армія під командуванням Ліста. Війська Бласковица, діючи на лівому крилі, повинні були просуватися до великого промислового центра Лодзь, допомогти ізолювати польські війська на познанському виступі та в той же час прикрити фланг військ Райхенау. На правому крилі Ліст повинен був просуватися на Краків і одночасно обійти із флангу польські війська в районі Карпат, використовуючи танковий корпус Клейста для прориву через гірські перевали. Вирішального удару повинні були завдати війська Райхенау, що діяли в центрі (для цього в їх склад була включена більша частина танкових з'єднань).
Умовою для стрімкого просування сухопутних військ були успішні дії німецьких військово-повітряних сил. У перший же день вони знищили слабку польську авіацію на її аеродромах. Перевага німецької авіації в повітрі не дозволила польським збройним силам організовано завершити мобілізацію, а також перекинути великі з'єднання залізницею.

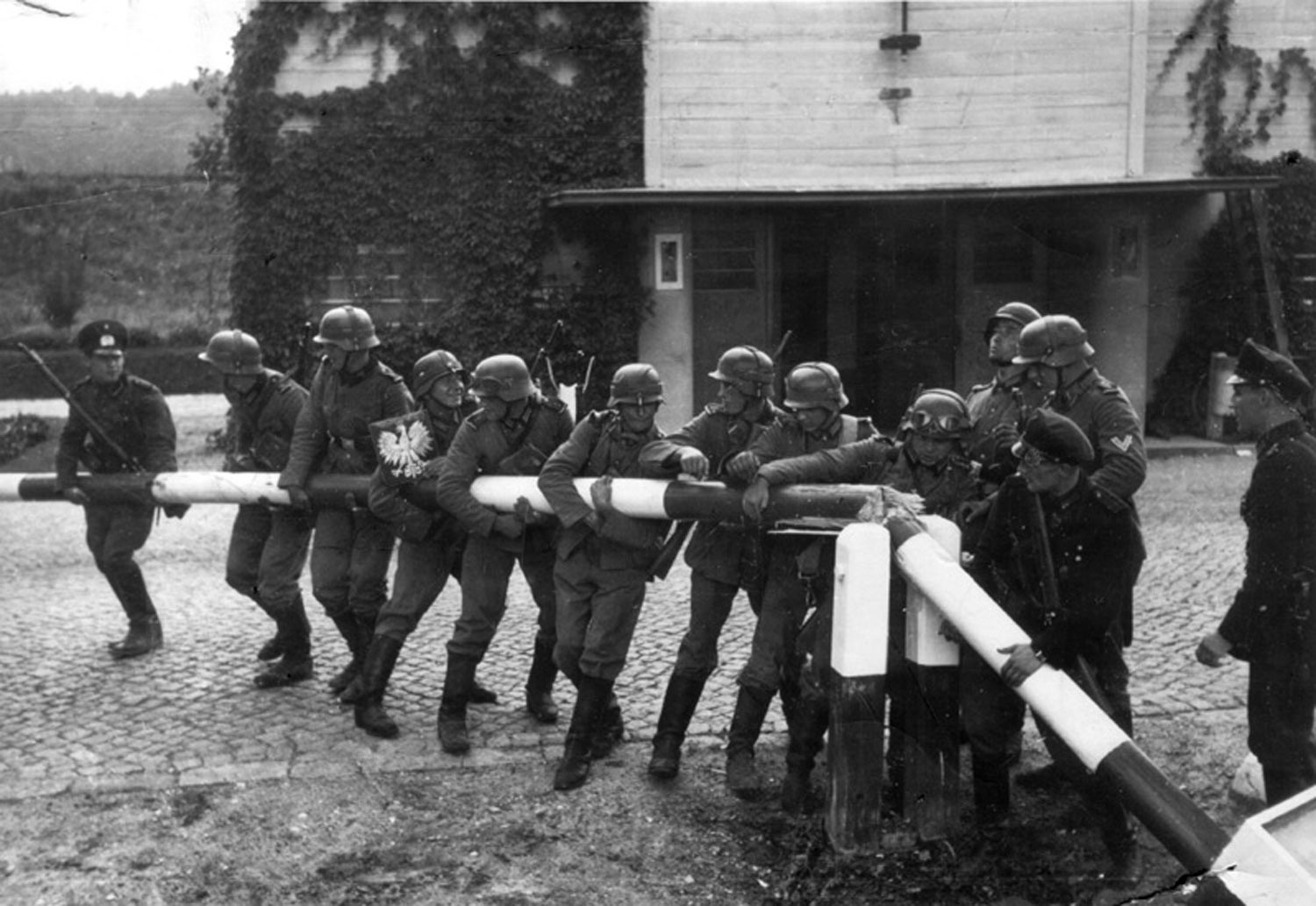
Данцизька поліція ламає шлагбаум на польському кордоні. (01.09.1939)

Успіху вторгнення сприяло й те, що польські керівники, зневажаючи обороною, в мирний час не приділяли уваги будівництву оборонних споруд. Німецькі механізовані дивізії досить легко знайшли та використали відкриті напрямки для наступу, а стрімкість просування німецьких ударних угруповань зводила нанівець більшість контратак польських військ.
3 вересня 1939 року Велика Британія (о 5-00) і Франція (об 11-00), згідно з попередніми домовленостями з польським урядом, оголосили війну Німеччині, однак замість того, щоб розпочати широкомасштабні бойові дії на західному фронті, франко-німецьке протистояння обмежувалося боями місцевого значення. Наступ французької армії 7 вересня 1939 року в долині Рейну не призвів до перекидання німецьких військ із Польщі. Погано підготовлена французька піхота зазнала важких втрат. Незважаючи на значну перевагу в живій силі та техніці, французьким військам не вдалося навіть дійти до лінії Зігфріда.
Нездатність Франції завдати рішучого удару пояснювалася застарілою мобілізаційною системою: сформовані з'єднання не встигали пройти належної підготовки. Іншою причиною затримки було те, що французьке командування дотримувалося застарілих поглядів на ведення війни, вважаючи, зокрема, що будь-якому наступу, як і в роки Першої світової війни, повинна передувати потужна артилерійська підготовка. Однак більша частина важкої артилерії французької армії перебувала у консервації, і її не можна було підготувати раніше, ніж на п'ятнадцятий день після оголошення мобілізації. Наступний наступ французи планували на 20 вересня, але у зв'язку з поразкою Польщі його не відбулось. Припинення польського спротиву означало крах стратегії війни проти Німеччини на двох фронтах.
Стосовно допомоги Великої Британії, то було ясно, що перші дві дивізії англійського експедиційного корпуса могли прибути на континент лише у перших числах жовтня, ще дві — у другій половині жовтня. На інші англійські дивізії розраховувати не доводилося. Для французів це також служило підставою не починати наступальних дій.
Таким чином союзники Польщі з перших же днів перейшли до позиційної війни і реальної допомоги Польща так і не отримала. Здійснений німцями в жовтні контрнаступ дозволив їм повернути втрачені території, а французька армія повернулася на лінію Мажино.

### Битва на Бзурі

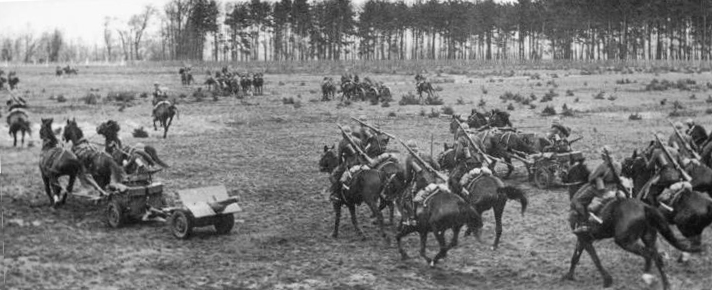
Польська кавалерія під час битви на Бзурі

7 вересня дві польські армії «Помор'я» і «Познань» під час спроби відійти в район Варшави опинилися в оточенні. У надії прорватися до столиці та забезпечити собі простір для маневру, командувач армією «Познань» генерал Тадеуш Кутшеба звернувся до Верховного Головнокомандувача із пропозицією завдати удар по оголеному флангу 8-ї німецької армії. Ридз-Смігли схвалив цей план і доручив генералові Кутшебі керівництво операцією.
9 вересня армія «Познань» в районі на південь від Бзури завдала раптового удару по німецьким піхотним дивізіям, що розтяглися в похідних колонах між Ленчицею й Ловичем, зосередивши основні сили в напрямку Стрикова. Правий фланг наступу прикривала Подільська, а лівий — Великопольська кавалерійська бригада. Завдяки чисельній перевазі, створеній на напрямку основного удару, та фактору раптовості поляки завдали німецьким частинам 10-ї армії серйозних втрат (понад 1500 убитих і поранених) і відкинули їх на 20 км на південь. При цьому були звільнені міста Ленчиця та Пйонтек. Втрат також зазнала 8-ма німецька армія, війська якої поспіхом перекидалися на Бзуру.
11 вересня німецьке командування почало перекидати до Бзури основні сили 10-ї і 4-ї армій, підтягувалися резерви групи армій «Південь», була задіяна більша частина авіації 4-го повітряного флоту.
12 вересня генерал Кутшеба одержав повідомлення про відступ військ армії «Лодзь», з якої він планував з'єднатися, до фортеці Модлін і вирішив прориватися через Лович у Скерневецькі ліси і далі до переправ через Віслу біля Сохачева. Тим часом з-під Варшави німці почали висувати 4-ту танкову дивізію. Побоюючись виходу німецьких танків в тил, поляки почали відводити війська за Бзуру.
16 вересня, зупинивши польський наступ, частини 10-ті німецької армії з'єдналися в районі Влодави із частинами групи армій «Північ», оточивши значне угруповання польських військ.
Після двох днів безперервних боїв (18-20 вересня) армії «Познань» і «Помор'я» були повністю розбиті. Більша частина польських офіцерів і солдатів потрапила в полон. З оточення вдалося вирватися тільки окремим підрозділам та групам бійців. У їхньому числі були генерали Кутшеба, Кнолл і Токаржевський, кілька кавалерійських ескадронів з різних кавалерійських бригад, залишки 15-ї і 25-ї піхотних дивізій.

### Битва за Варшаву

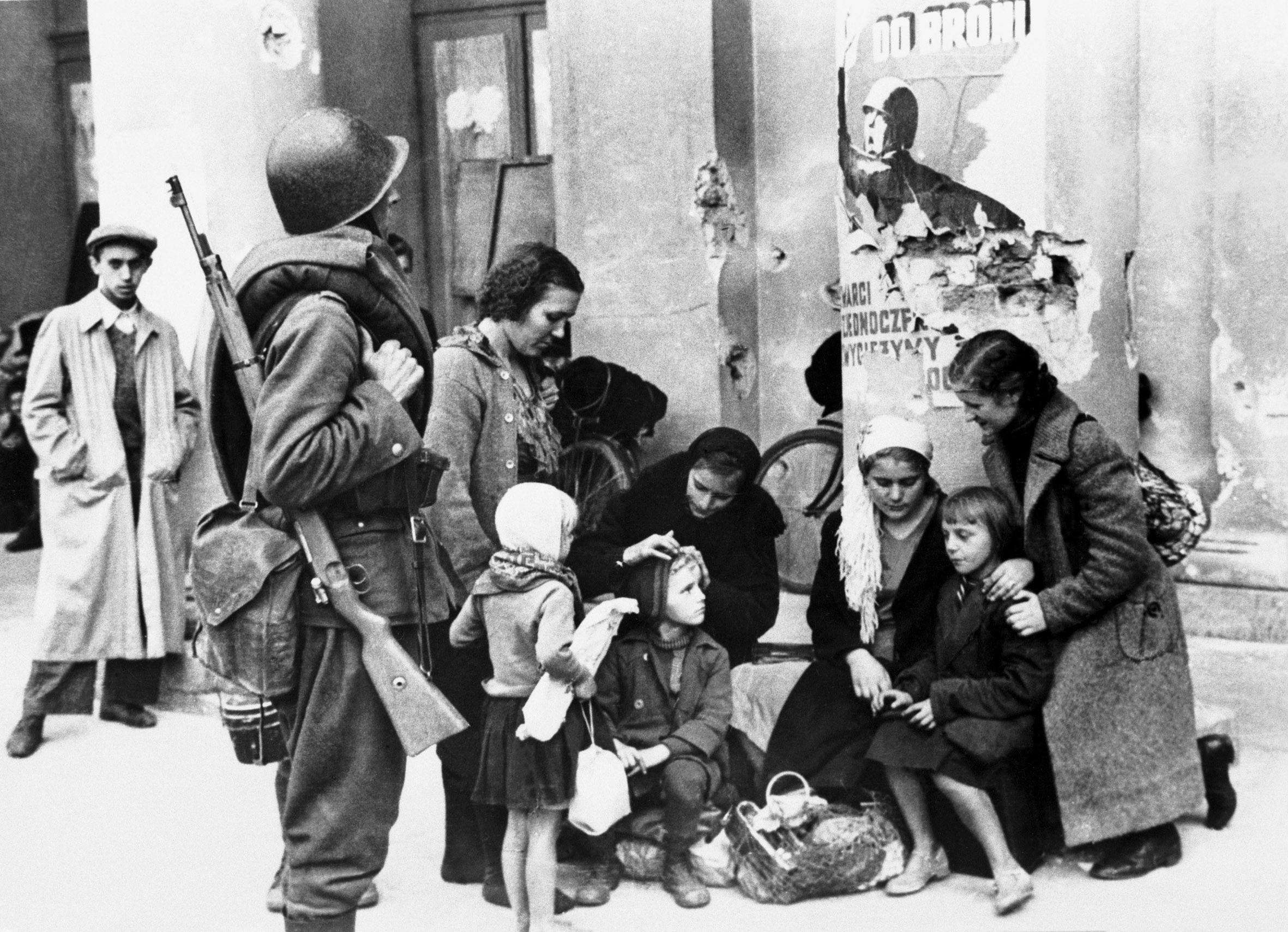
Агітаційний плакат до захисників Варшави (вересень 1939 року)

Польській столиці приділялася важлива роль в оперативних планах німецького командування. Варшава була політико-адміністративним і промисловим центром країни, важливим транспортним вузлом. Із чотирьох залізничних мостів на центральній ділянці Вісли два двосторонніх були у Варшаві. Їх захоплення сильно ускладнювало постачання польських військ та евакуацію мирного населення із західних районів країни. У Варшаві була зосереджена велика кількість промислових підприємств.
Наказ про організацію оборони Варшави був відданий військовим міністром Польщі 3 вересня у зв'язку з німецьким проривом в районі Ченстохова. У письмових вказівках командування говорилося, що загроза прориву німецьких танків створює необхідність організувати оборону Варшави з півдня, підготувати оборону мостів і одночасно вжити заходів до їхнього знищення якщо буде потреба. На Середній Віслі створювалося дві ділянки оборони: північна — від Модліна до Дембліна, південна — далі до Сандомира. Оборону Варшави очолив колишній головний комендант прикордонних військ генерал Валеріан Чума. У його розпорядженні було п'ять батальйонів з артилерією.
«Я одержав Ваше повідомлення про те, що німецькі війська увійшли до Варшави. Будь ласка, передайте мої поздоровлення й вітання уряду Німецької Імперії. Молотов»
5 вересня Чума отримав наказ «обороняти варшавські мости до прибуття генералів Кутшеби і Бортновського». Гарнізон Варшави підсилили ще шістьома батальйонами з артилерією. Однак цих сил ледь вистачало навіть для організації оборони міста на захід від Вісли. За наказом Чуми було сформовано ще три піхотних полки для оборони східних районів міста. У той же день в місті почали формувати добровольчі загони цивільної оборони, які в основному займались зведенням барикад на околицях міста. Поступово польська столиця перетворювалася в ізольований бастіон.

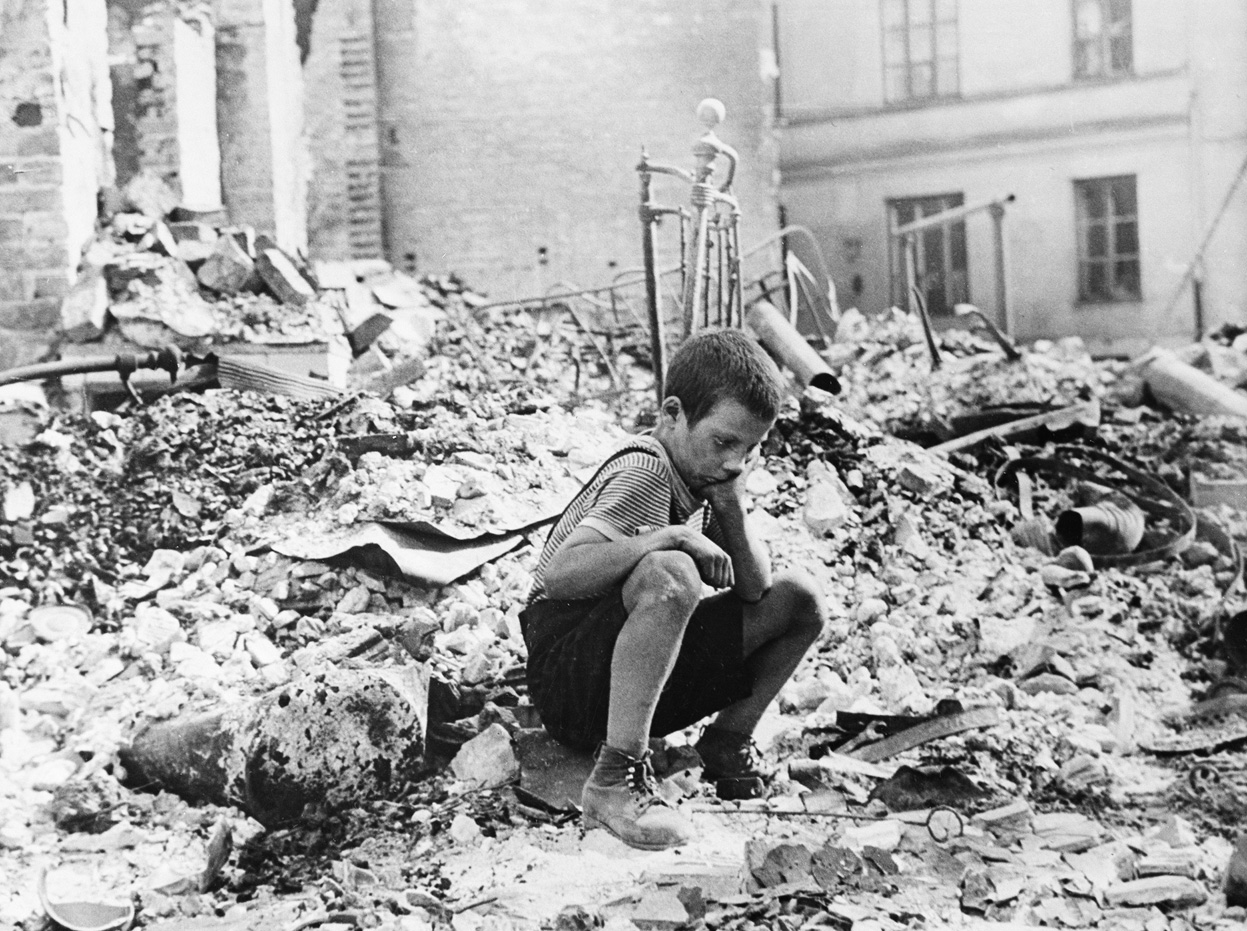
На руїнах Варшави (вересень 1939 року)

Ще з початку війни для прикриття з повітря варшавського оборонного району польське командування призначило авіаційну бригаду, яка налічувала 54 літака. Однак 6 вересня, у зв'язку з від'їздом Ридз-Смігли в Брест, бригада була знята з оборони Варшави і передислокована до Бреста. Також до Бреста була перекинута частина артилерії ППО міста.
Бої за Варшаву почалися 8 вересня. Близько 17 годин 4-та танкова дивізія 10-ї німецької армії своїм передовим загоном увірвалася з південного сходу в місто. Силами добровольчих загонів подальше просування німців в центр Варшави було зупинено. Ще кілька спроб танкових проривів 9-10 вересня також не мали успіху. Оцінивши міцність оборони міста та складність ситуації в битві на Бзурі, командувач групою армій «Південь» відмовився від подальших спроб взяти Варшаву з ходу. Для подальшої облоги міста 4-та танкова дивізія 10-ї армії була 12 вересня змінена 31-ю піхотною дивізією.
8 вересня польське головне командування віддало наказ про створення армії «Варшава», на чолі якої був поставлений генерал Юліуш Руммель — у недавньому минулому командувач армією «Лодзь». За рішенням головного командування від 10 вересня Варшава ставала особливим самостійним районом оборони.

Хід Польської кампанії

У результаті просування 3-ї німецької армії через Нарву і Буг до півдня й виходу її частин на східні околиці столиці 14 вересня кільце оточення навколо Варшави замкнулося зі сходу.

15 вересня німецьке командування запропонувало захисникам Варшави в 12-годинний термін здати місто з можливістю евакуації цивільного населення, інакше будуть застосовані масовані повітряні бомбардування. 16 вересня німецький парламентер не був прийнятий, що означало відмову від пропозиції. Однак вже наступного дня, 17 вересня, польське командування у Варшаві спробувало ініціювати переговори щодо евакуації цивільного населення. Відповідь надійшла особисто від Гітлера: 
Евакуацію [цивільного населення] відхилити, строк минув. Вести пропаганду по радіо, у випадку наміру капітулювати повідомити про готовність прийняти парламентерів.
19 вересня командувач 8-ї німецької армії, на яку було покладене завдання взяти місто, віддав наказ про генеральний штурм. З 22 вересня почалося посилене повітряне бомбардування й масований артилерійський обстріл Варшави. 25 вересня в повітряному нальоті на Варшаву взяло участь 1150 літаків Люфтваффе. Всього на польську столицю було скинуто 5818 тонн бомб.
28 вересня командування варшавського гарнізону, вичерпавши всі сили й засоби, які можна було використати для оборони, змушене було підписати акт про капітуляцію.

### Вторгнення Червоної армії
Співвідношення військових сил Польщі та СРСР на початок військової кампанії
(17 вересня 1939 року)
|                                | Польща  | СРСР    |
| Особовий склад                 | 370 000 | 617 588 |
| Артилерійська зброя і міномети | 540     | 4 959   |
| Танки                          | 70      | 4 733   |

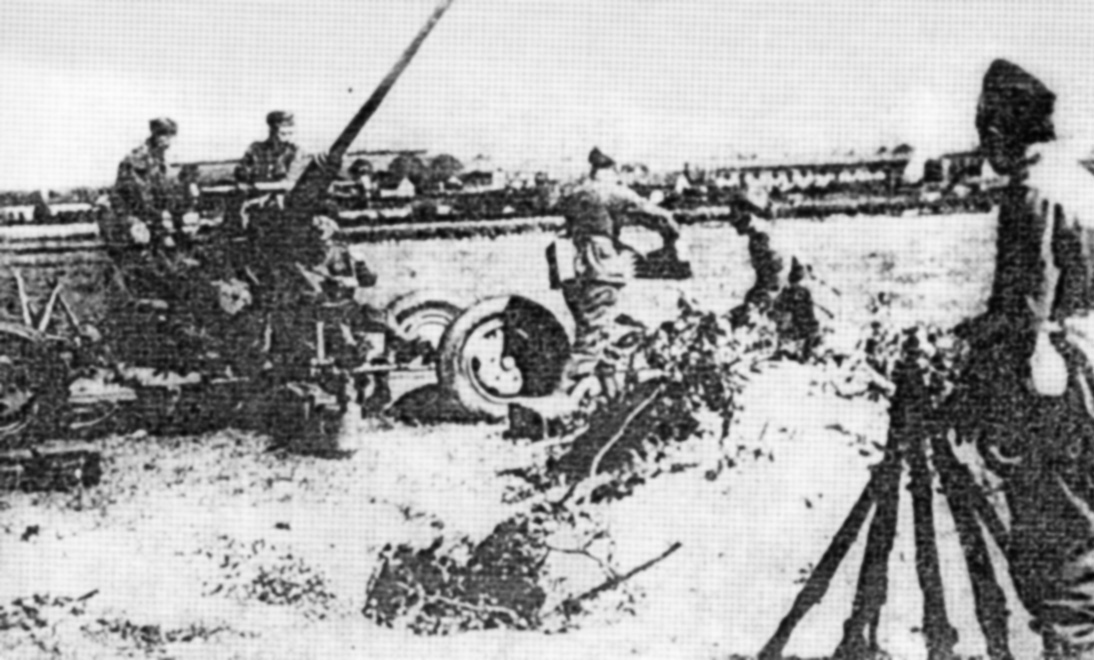
Польська протиповітряна артилерія у Львові 1939

17 вересня 1939 року о другій годині ночі Сталін в присутності Молотова і Ворошилова прийняв німецького посла Шуленбурга і повідомив про те, що Червона армія приступає до бойових дій проти Польщі. О 3:15 ранку польському послові в Москві В. Гжибовському була вручена нота радянського уряду, у якій зазначалося, що 
Польська держава і її уряд фактично перестали існувати. Тим самим припинили свої дії договори, укладені між СРСР і Польщею. Надана самій собі й залишена без керівництва, Польща перетворилася в зручне поле для всяких випадків і несподіванок, що можуть створити загрозу для СРСР. Тому, будучи досі нейтральним, радянський уряд не може більш нейтрально ставитися до цих фактів
Крім того зверталась увага на беззахисне положення українського й білоруського населення. 
Через таке положення радянський уряд віддав розпорядження Головному командуванню Червоної армії дати наказ військам перейти кордон і взяти під свій захист життя й майно населення Західної України та Західної Білорусі
О 5:00 17 вересня передові і диверсійно-штурмові загони Червоної армії перетнули радянсько-польський кордон та розгромили польську прикордонну охорону. Перші години операції підтвердили дані радянської розвідки про відсутність значних угруповань польських військ, що дозволило прискорити наступальні дії.
Одержавши повідомлення про перехід Червоною армією польського кордону, німецьке командування віддало наказ військам зупинитися на лінії Сколе — Львів — Володимир-Волинський — Брест — Білосток.
17 вересня 1939 року в прикордонному містечку Кути засідали уряд, президент Мосцицький і Верховний головнокомандувач маршал Ридз-Сміґли. Засідання знаменне тим, що польські урядовці навіть не спромоглися оголосити війну СРСР за його напад, а ганебно втекли до Румунії. Через неоголошення війни СРСР уряд Румунії не почав виконання союзницьких зобов'язань і членів польського уряду (як і решту поляків-утікачів) — арештував та інтернував. А польські військові, полонені СРСР, не отримали статусу військовополонених, а були визнані озброєними бандитами і розстріляні.

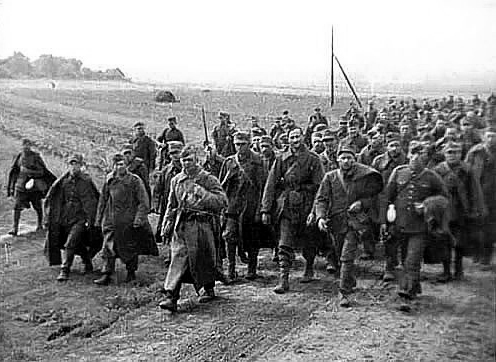
Полонені Червоною армією польські солдати

У ніч з 17 на 18 вересня радянські війська взяли Тернопіль, впродовж 18 — 19 вересня — Єзерну, Сокаль, Броди, Бібрку, Рогатин, і 19 вересня підійшли до Львова. Тут Червона армія зустрілась з частинами Вермахту, які вже упродовж майже тижня блокували в місті 15-ти тисячний польський гарнізон на чолі з генералом В. Лангнером. Внаслідок переговорів між радянським і німецьким командуванням німці відійшли з цього району. Червона армія здійснила декілька невдалих спроб здобути Львів. 22 вересня 1939 року після переговорів з радянським командуванням львівський гарнізон погодився капітулювати на почесних умовах, які, втім, не було виконано.
Після низки дипломатичних перемовин і відповідного остаточного узгодження демаркаційної лінії, німецькі війська почали передавати СРСР раніше захоплені ними українські та білоруські міста. Так 22 вересня Червоній армії було передано місто Стрий, 24 вересня — Дрогобич. 22 вересня під час передачі радянській адміністрації білоруського міста Берестя було проведено спільний військовий парад частин Вермахту і Червоної армії.
Надалі радянські війська вели бойові дії з окремими польськими загонами, які намагалися пробитися до кордонів Румунії та Угорщини. Ці операції Червона армія також нерідко проводила у взаємодії з частинами Вермахту. Наприклад, 27 — 28 вересня в районі Журавинець радянські війська спільно з німцями оточили і розбили 4-х тисячну кінну групу (5–6 кавалерійських полків) польських військ на чолі з генералом Владиславом Андерсом та Константином Плісовським, яка намагалася перейти кордон з Угорщиною.
Офіційні чинники СРСР та сучасні апологети радянщини виправдовують вторгнення СРСР в східну частину Польщі 17 вересня 1939 року тим фактом, що наче Польща як держава після агресії Третього Рейху станом на 17 вересня 1939 року перестала існувати. Однак на території східної частини Польщі, яку окупував СРСР, функціонували польські органи влади і армія. Крім того, існує ряд документів, які свідчать, що СРСР вже планував агресію проти Польщі та вів переговори з представниками Третього Рейху щодо вторгнення СРСР в Польщу ще трохи раніше до дати 17 вересня 1939 року.

### Бойові дії в Балтійському морі
Ще до оголошення війни німецькі військово-морські сили розпочали активні дії в Балтійському морі: встановили мінні загородження та завчасно зайняли бойові позиції. Починаючи з 25 серпня всі німецькі кораблі перейшли у воєнний стан.
З початком війни німецька авіація завдала ударів по військово-морських базах у Гдині та Гелі. 1 вересня були потоплені навчальний міноносець «Мазур», допоміжне судно «Нурек» і буксир «Ванда». Бомбардування зазнала і берегова батарея «Кане».
Дивізіон польських есмінців ВМФ (у складі «Грім», «Блискавка», «Шторм») був спрямований до Великої Британії ще до початку війни (план Пекін) і в ході кампанії потрапили туди два підводні човни («Орел» — після втечі з інтернованих у Таллінні та «Вовк»). Інші великі надводні кораблі («Wicher» — есмінець і «Грифон» — мінний загороджувач) були потоплені Люфтваффе в перші дні вересня 1939 року, дрібніші одиниці — тральщики «MEWA», «Терен» брали участь у бойових діях до середини вересня, решта — підводні човни («Гриф», «Рись», «Wildcat») після вичерпання можливостей боротися були інтерновані в Швеції.
Дивись також Берегова Оборона в Польській кампанії (1939)

### Завершальні бої
Одним з останніх епізодів війни була оборона нечисленним польським гарнізоном під командуванням капітана 1-го рангу В. Штейнера півострова Гель. Польські позиції зазнавали безперервного обстрілу з моря німецькими кораблями «Шлезвіг-Гольштейн» і «Шлезіен». 29 вересня німецькі частини почали штурм оборонних позицій і вже 2 жовтня 1939 року гарнізон півострова Гель був змушений скласти зброю.
Останніми припинили опір загони під командуванням генерала Францишека Клееберга. У період з 2 по 5 жовтня його Окрема оперативна група «Полісся» вела бої в районі Коцька з військами Вермахту і склала зброю тільки тоді, коли вичерпалися запаси набоїв і медикаментів.
6 жовтня 1939 року німецьке верховне головнокомандування оголосило про успішне завершення військової операції проти Польщі.

## Українці в Польській кампанії
Перед Другою світовою війною з великих держав Німеччину вважали найприхильнішою до української національної ідеї: вона перша визнала незалежність України у 1918 році, вважалась «ворогом № 1» Польщі та СРСР. Розвиток її збройних сил давав надію на військову допомогу у випадку повномасштабної збройної боротьби.
Готуючись до війни з Польщею, політичне та військове керівництво Німеччини було зацікавлене в підтримці антипольських організацій на території цієї держави. У 1938 році Абвер на чолі з адміралом Канарісом налагодив контакти з Організацією Українських Націоналістів. Напередодні війни члени ОУН залучалися до виконання низки диверсійних актів та підготовки антипольського повстання. З початку бойових дій на боці Вермахту у Східну Малопольщу мав вступити спеціальний український загін — Український Легіон полковника Сушка. У зв'язку з цим планувалося переправляти людей і зброю через Словаччину або ж повітряним шляхом із Східної Пруссії. Усіма збройними діями мав керувати спеціальний український військовий штаб. Передбачалося також створення ударних партизанських груп. Українці розраховували на те, що у повстанні візьме участь 1300 офіцерів і 12 тис. солдатів.
За сприяння Канаріса 15 серпня 1939 року на території Словаччини був сформований перший загін майбутнього Легіону. Він складався приблизно з 200 осіб та отримав кодову назву «Bergbauernhilfe» (BBH, укр. Допомога гірським селянам). Однак вже 25 серпня після підписання пакту між СРСР та Німеччиною, у зв'язку зі зміною політичної ситуації можливість введення в дію українців була відхилена. 28 вересня керівник відділу Абвер-II Ервін фон Лахузен наказав не використовувати BBH у воєнний час, а вже з початком війни загін було перетворено в робочу службу, а за кілька тижнів взагалі розпущено.
У ніч з 1 на 2 вересня в Польщі відбулися арешти та інтернування осіб, що підозрювалися у приналежності до ОУН або були зв'язані із крайнім націоналізмом. Та від 5 вересня старости, користуючись своїми повноваженнями, почали відпускати осіб, котрі були арештовані без достатніх підстав, і тих, за яких поручилися знані громадяни, в тому числі й українські діячі. Інших було відправлено до більших в'язниць у східній Польщі або до ізоляційного табору «Береза Картузька». Через декілька днів польська влада звільнила майже усіх українських політичних в'язнів: М. Лебедя, М. Климишина, С. Бандеру та інших.
«На всій території на моєму відрізку діють угруповання українських повстанців. Їх ліквідовує поліція і мої підрозділи. Найбільше угруповання перебуває у Миколаєві, в цьому районі бої тривали 15 вересня протягом цілого дня. Скеровую батальйон залізницею до Пісочної для підкріплення підрозділів, які ведуть бої з українцями під Миколаєвом»
11 вересня почалося вторгнення військ Вермахту вглиб Східної Малопольщі (через Самбір). У ряді міст Прикарпаття це стало знаком до початку антипольських виступів. У ніч з 12 на 13 вересня почалося повстання у Стрию. Перед світанком місто було захоплене озброєними загонами ОУН (загальною кількістю 500—700 осіб). 12—16 вересня відбулися організовані оунівцями антипольські збройні виступи у Дрогобичі, Стрию, Бориславі, Калуші, Трускавці, Долині, Підгірцях та інших. 
Упродовж наступних днів збройні виступи українців відбувались практично у кожному повіті, що знаходився на схід від Бугу. Надходили повідомлення про створення українцями загонів міліції, члени яких носили на рукавах жовто-блакитні пов'язки. Загалом ці виступи не набрали масового характеру, їх легко і швидко придушували польські військові підрозділи і добре організовані загони державної поліції, але вони в цілому зменшували обороноздатність поляків та сприяли просуванню частин Вермахту на схід.
До середини вересня німецьке командування всерйоз розглядало можливість створення незалежної української держави на теренах Західної України, але вступ 17 вересня у війну СРСР вніс свої корективи: згідно з домовленостями ця територія ставала частиною СРСР.
Стосовно участі українців в Польській кампанії на боці Польщі, військові історики досі не встановили їх кількість. Відомо лише, що солдати-українці у міжвоєнний період з 1922 по 1938 рік становили значну частину особового складу польського війська. У середньому їх частка становила 11,19 % особового складу збройних сил Польщі. На основі цих даних та загальної кількості загиблих під час Польської кампанії професор Торунського університету ім. Миколи Коперніка Вальдемар Резмер припускає, що у вересні-жовтні 1939 року як солдати польського війська загинуло близько 8 тисяч українців та приблизно вдвоє більше було поранених. Після Польської кампанії у німецькому полоні опинилося близько 60 тис. українців. До радянського полону потрапило понад 20 тис.

## Підсумки Польської кампанії

### Територіальні зміни

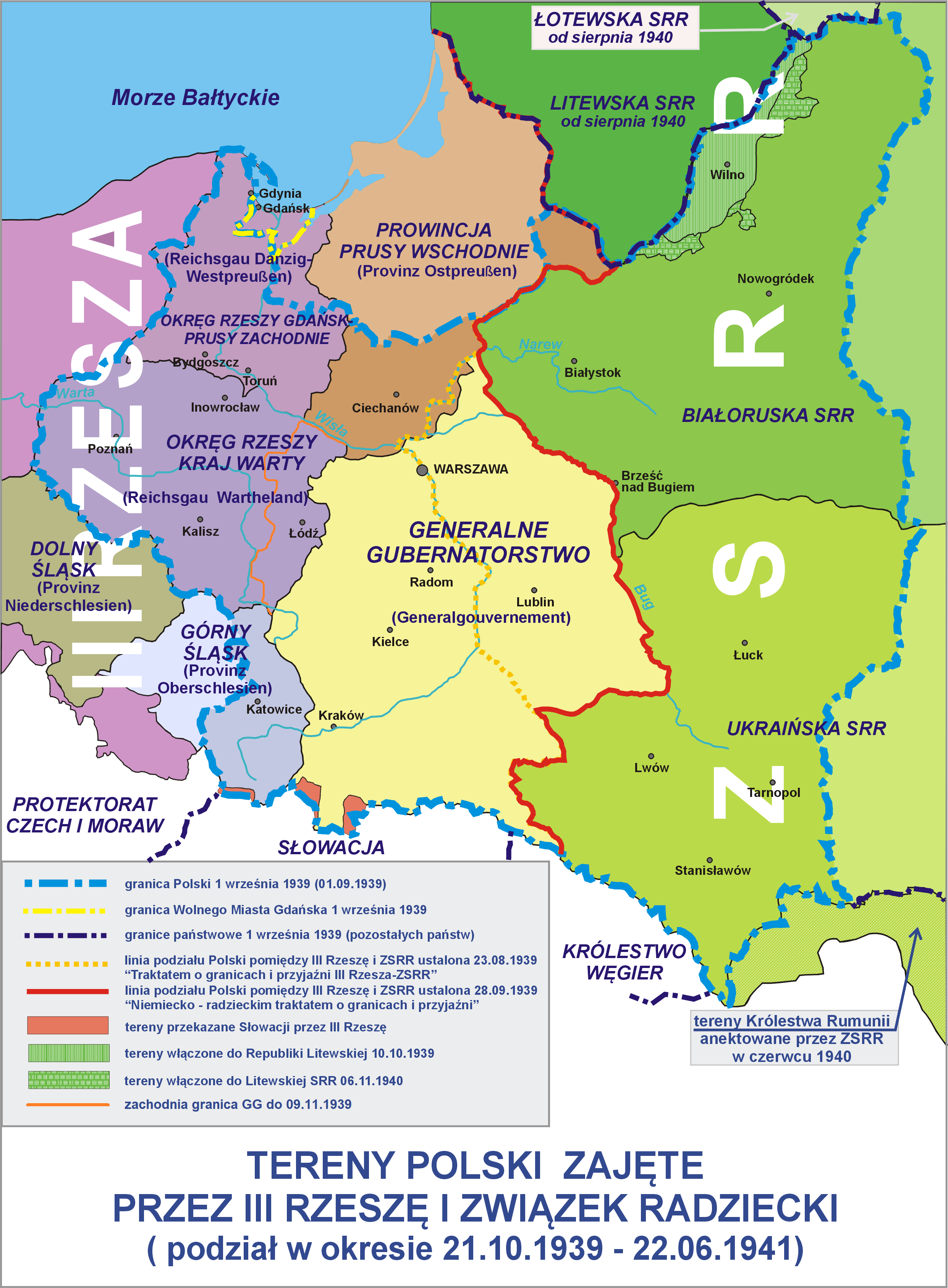
Четвертий поділ Польщі

Польські землі були поділені, в основному, між Німеччиною та Радянським Союзом. Положення нового кордону закріпив Договір про дружбу та кордони між СРСР та Німеччиною від 28 вересня 1939 року. Новий кордон в основному збігався з «лінією Керзона», що була рекомендована в 1919 році Паризькою мирною конференцією як східний кордон Польщі. Вона розмежовувала області компактного проживання поляків, з одного боку, українців і білорусів, з іншої.
Території на схід від річок Західний Буг і Сян були приєднані до Української РСР і Білоруської РСР.
Це збільшило територію СРСР на 196 тис. км² (50,4 % території Польщі), а населення — на 13 млн.
Німеччина розширила кордони Східної Пруссії, перемістивши їх упритул до Варшави. Декретом Гітлера від 8 жовтня 1939 року Познанське, Поморське, Сілезьке, Лодзинське, частина Келецького та Варшавського воєводств (сумарним населенням близько 9,5 млн) були проголошені німецькими землями і приєднані до Третього Рейху.
Словаччина повернула Тешинську область, втрачену в 1938 році в результаті Мюнхенської угоди, а також приєднала спірні області, що відійшли до Польщі в 1920 році згідно з Версальським миром.
Литва, яка не брала участі в бойових діях проти Польщі, отримала Віленський край та згідно з радянсько-німецькими домовленостями відійшла до сфери інтересів СРСР.
Стосовно залишкової польської держави, то німецьке керівництво не виключало її існування і останнє згадування про неї було 6 жовтня 1939 року під час виступу Гітлера в Рейхстазі. 12 жовтня вона була проголошена «генерал-губернаторством окупованих польських областей» під керуванням німецької влади, а через рік стала називатися «генерал-губернаторством німецької імперії». Його столицею став Краків. Самостійна політика Польщі таким чином припинилася.

### Втрати сторін
Більша частина рядових польських військовослужбовців, які опинилися в радянському полоні, була відразу ж звільнена. У таборах НКВС залишилося 125,4 тис. осіб. З них в 1939–1941 роках було передано Німеччині 43 054 особи, німці передали СРСР 13 575 осіб. Навесні 1940 року органами НКВС були розстріляні 15 131 військовополонений (в основному офіцери польської армії та поліцейські).
Втрати сторін під час Польської кампанії
|                 | Третій Рейх | СРСР  | Перша словацька республіка a | II Польська Республіка | II Польська Республіка | II Польська Республіка |
| Проти Німеччини | Третій Рейх | СРСР  | Перша словацька республіка a | Проти СРСР             | Всього                 |                        |
| Загиблі         | 10 572      | 795   | 18                           | 66 300                 | 3 500                  | 69 800                 |
| зниклі безвісти | 3 409       | 59    | 11                           | невідомо               | невідомо               | невідомо               |
| Поранені        | 30 322      | 2 019 | 46                           | 133 700                | 20 000                 | 153 700                |
| Взяті в полон   | —           | —     | —                            | 420 000                | 452 500                | 872 500                |

a Незначні втрати словацької армії пояснюються тим, що вона вела бої лише місцевого значення.

### Військові висновки

#### Вермахт
- Військові дії Вермахту в Польській кампанії показали зростаючу роль раптового масованого удару заздалегідь створеними угрупованнями військ. При цьому найбільша концентрація сил створювалась на вузьких ділянках фронту.
- Під час військової операції найкращим чином проявилися величезні оперативно-стратегічні можливості танкових і військово-повітряних сил, зросло значення взаємодії танків і авіації.
- Змінилися риси наступальних операцій: збільшувалися її глибина і темп, з'явилися умови для маневру в глибині оборони з обходу та оточення супротивника.
- Масоване використання наступаючою стороною танків і авіації робило необхідністю мати глибоко ешелоновану оборону, здатну витримати удар танкового клина, а також рухливі резерви. Зросло значення протитанкової та протиповітряної оборони.
- Практика лінійної оборони часів Першої світової війни виявила свою непридатність у нових умовах.
- Служба тилового забезпечення Вермахту показала повну безпорадність і непідготовленість до такого роду операцій.

#### РСЧА
- Невдало діяли служби тилового забезпечення і зв'язку

### Наслідки
- Відносно легка перемога в Польщі дозволила Третьому рейху перекинути військові сили на захід, спланувати та успішно провести Французьку кампанію.
- Перерозподіл сфер впливу дозволив СРСР дипломатичним тиском змусити Латвію, Литву та Естонію підписати договори про взаємодопомогу, які в подальшому привели до окупації балтійських країн Радянським Союзом.
- На думку генерал-лейтенанта Зігфріда Вестфаля та інших представників генералітету Вермахту, основним фатальним рішенням, що обумовило поразку Німеччини у Другій світовій війні,

| …було те, що випливало з помилкового припущення Гітлера, що західні держави дозволять йому знищити Польщу, не вступившись за свого союзника. Як тільки було прийняте рішення про вторгнення до Польщі, вирішилася і наша доля [38]. |

## Хибні уявлення
Існує кілька поширених помилок щодо польської вересневої кампанії.

### Бій між польською кавалерією і німецькими танками

Поле битви під Кроянтами

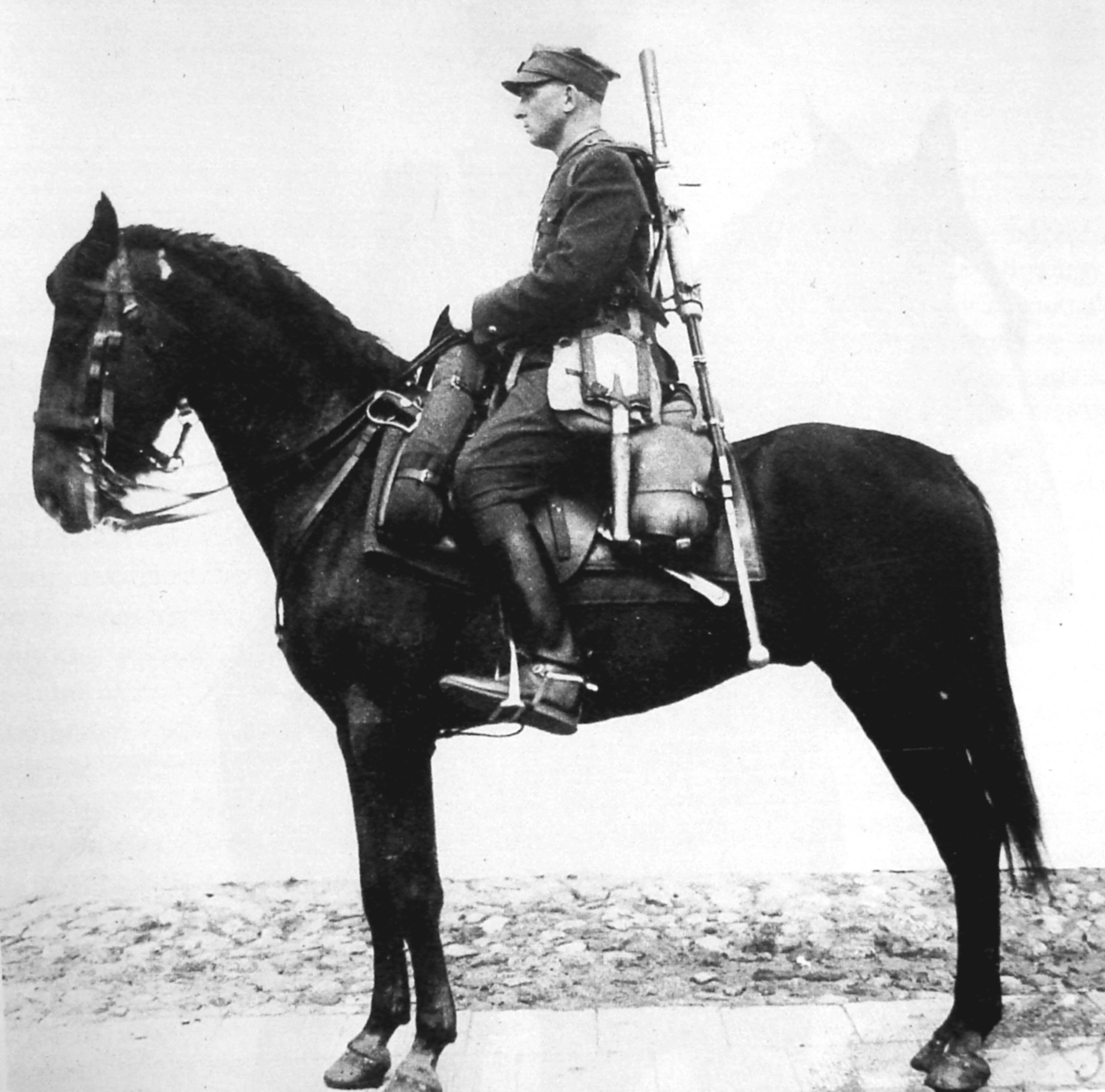
Польський улан з протитанковою рушницею (Wz. 35), 1938

Польські кавалерійські підрозділи не вражали німецькі танки списами та мечами. У битві у Тухольських борах 1 вересня 1939 року 18-му поморському уланському полку було доручено прикрити відступ польської піхоти. Увечері поморські улани зустріли контингенти наступаючої німецької 20-ї піхотної дивізії XIX армії Гайнца Гудеріана. Командир Казімєж Масталеж наказав атакувати, змусивши 20-у піхотну дивізію відійти і розійтися. Сутичка виявилася успішною, оскільки німецький наступ було відкладено. Однак після передислокації 18-й поморський полк потрапів під раптовий та інтенсивний кулеметний вогонь з боку німецьких броньованих розвідувальних машин. Незважаючи на швидкий відступ, майже третина уланів було вбито або поранено.
Група німецьких і італійських військових кореспондентів, яка побувала на поле бою, помітила серед бронетранспортерів загиблих кавалеристів і коней. Італійський репортер Індро Монтанеллі негайно опублікував в Corriere della Sera статтю про хоробрих і героїчних польських кавалеристів, які атакували німецькі танки шаблями і списами.
Історик Стівен Залога у Poland 1939: The Birth of Blitzkrieg (2004):
"Якщо одне зображення домінує в популярному сприйнятті польської кампанії 1939 року, то це сцена, де польська кавалерія хоробро атакує танки своїми списами. Як і багато інших деталей кампанії, це міф, створений німецькою пропагандою воєнного часу і увічнений недбалої вченістю. Проте, такі міфи також сприймалися самими поляками як символи їх військової хоробрості, досягаючи культурного резонансу, незважаючи на їх розбіжність з історичними даними.".Оригінальний текст (англ.)
If a single image dominates the popular perception of the Polish campaign of 1939, it is the scene of Polish cavalry bravely charging the Panzers with their lances. Like many other details of the campaign, it is a myth that was created by German wartime propaganda and perpetuated by sloppy scholarship. Yet such myths have also been embraced by the Poles themselves as symbols of their wartime gallantry, achieving a cultural resonance in spite of their variance with the historical record.
У 1939 році тільки 10 % польської армії складалися з кавалерійських частин.

### Польські ВПС
Польські ВПС не були знищені на землі в перші дні війни. Хоча чисельно вони поступалися, незадовго до війни вони були переведені з великих авіабаз на невеликі замасковані аеродроми. Лише деякі навчально-тренувальні та допоміжні літаки були знищені на землі. Повітряні сили Польщі, незважаючи на те що були в меншості, а більш досконалі німецькі винищувачі перевершували їх винищувачі, залишалися активними до другого тижня кампанії, завдавши значних втрат Luftwaffe. Luftwaffe втратили 285 літаків з усіх оперативних причин, ще 279 були пошкоджені, а поляки втратили 333 літака.

### Польський опір вторгненню
Інше питання стосується того, чи завдала Польща значних втрат німецьким військам і чи здалася вона занадто швидко. Хоча точні підрахунки різняться, Польща коштувала німцям приблизно 45 000 втрат та 11 000 пошкоджених або знищених військових машин, у тому числі 993 танки та броньовані машини, 565—697 літаків та 370 артилерійських одиниць. Що стосується тривалості, то вереснева кампанія тривала приблизно на півтора тижні менше, ніж битва за Францію в 1940 році, хоча англо-французькі війська були набагато ближчими до паритету з німцями за чисельністю та спорядженням, і їх підтримувала лінія Мажино. Крім того, польська армія готувала румунський плацдарм, який би продовжив польську оборону, але цей план був визнаний недійсним через вторгнення СРСР до Польщі 17 вересня 1939 року. Польща також ніколи офіційно не здавалася німцям. В умовах німецької окупації продовжувався опір таких сил, як Armia Krajowa, партизани Генрика Добжанського та Leśni («лісові партизани»).

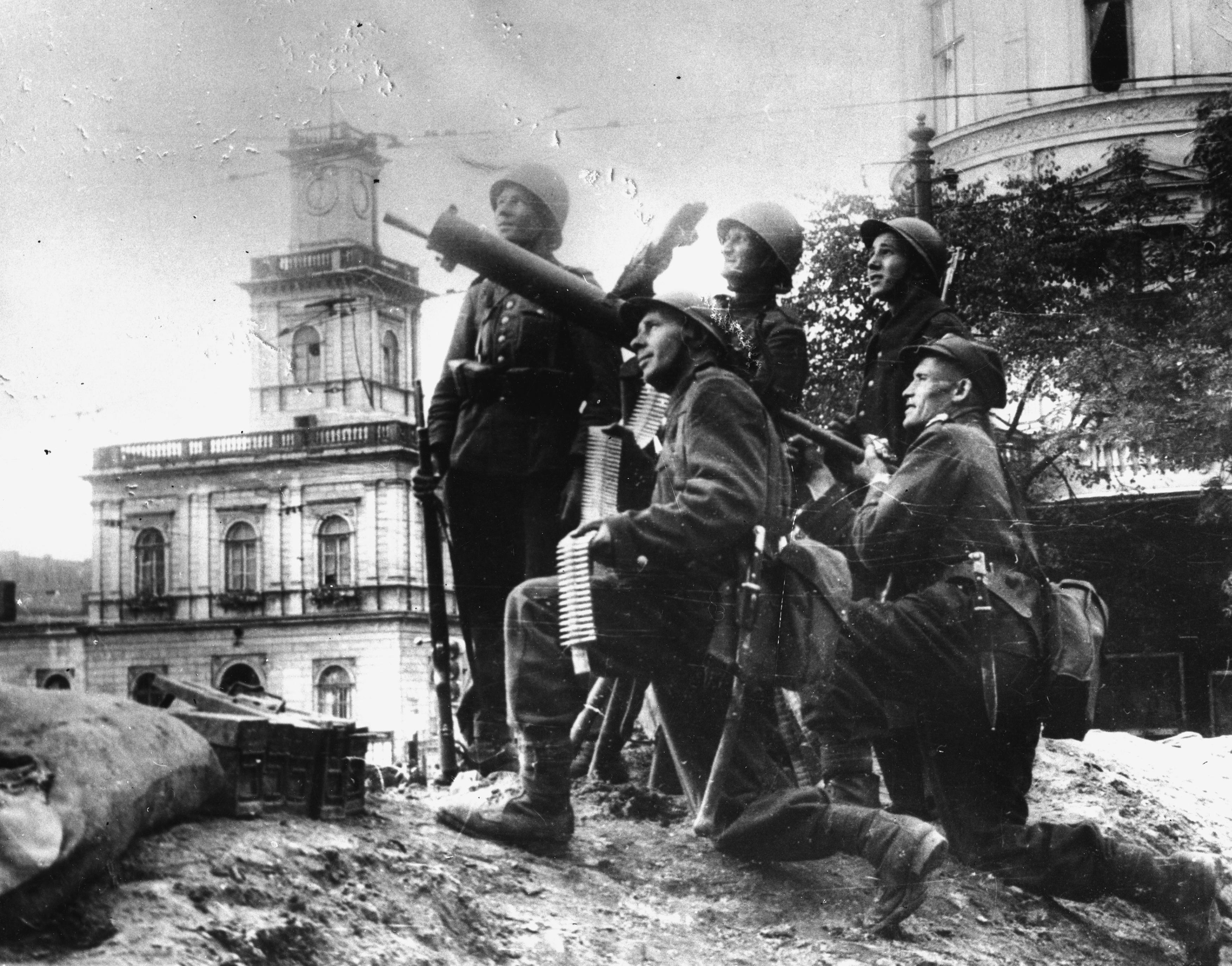
Польські солдати з зенітним кулеметом біля Центрального вокзалу Варшави в перших днях вересня 1939

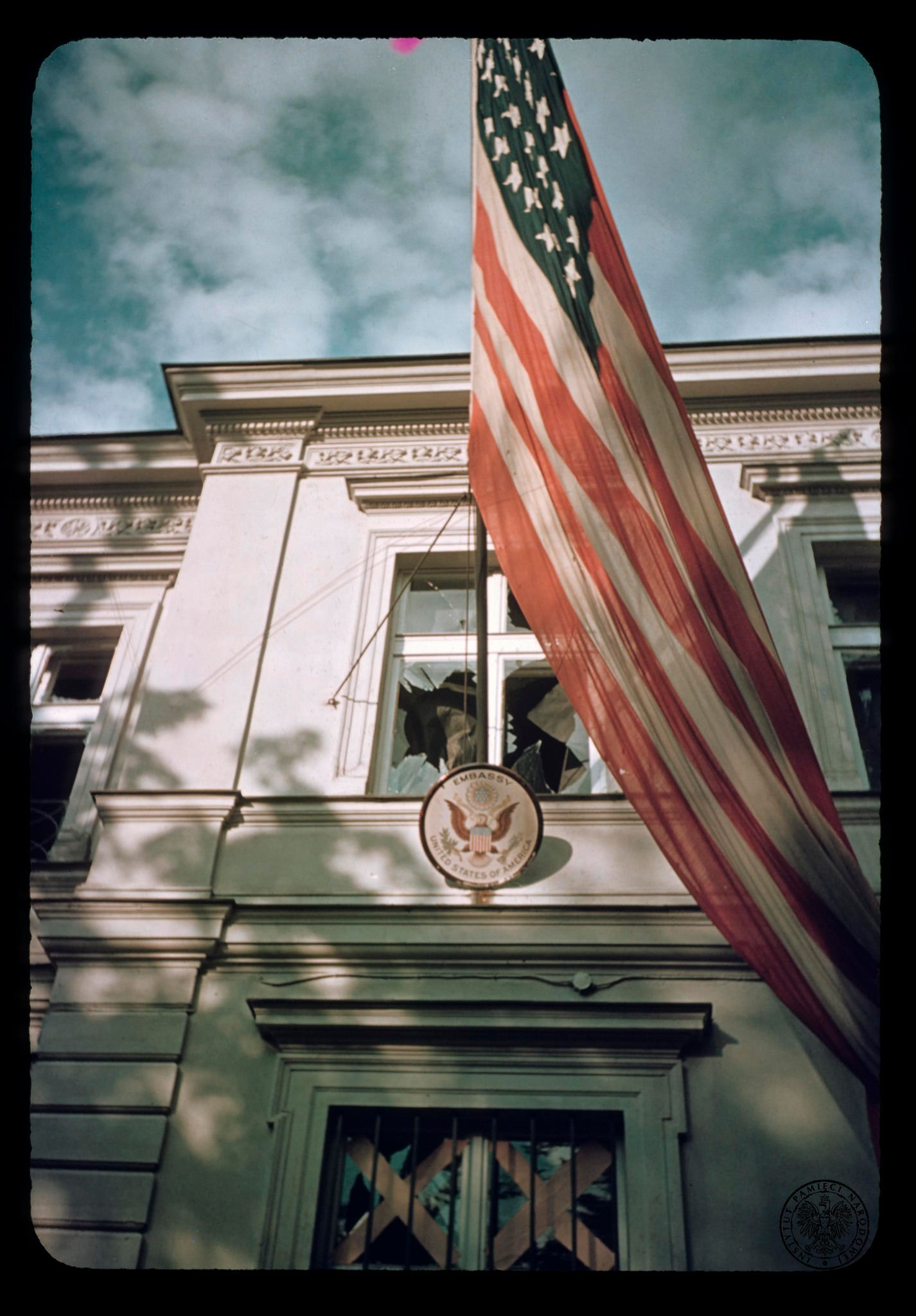
Американське посольство у Варшаві під час німецького повітряного нальоту у вересні 1939. Видно розбите вікно.

### Перше використання стратегіїбліцкригу
Часто припускають, що бліцкриг — це стратегія, яку Німеччина вперше застосувала в Польщі. Багато ранніх післявоєнних історій, наприклад Баррі Пітта у The Second World War (BPC Publishing 1966), пояснюють перемогу Німеччини «величезним розвитком військової техніки, який відбувся між 1918 та 1940 роками», і посилається на те, що «Німеччина, яка перекладала (британські міжвоєнні) теорії в дію… результат назвав бліцкригом». Деякі автори відкидали цю ідею. Метью Купер пише:
"Протягом польської кампанії використання механізованих частин виявило ідею, що вони були призначені виключно для полегшення просування та підтримки діяльності піхоти... Таким чином, будь-яка стратегічне використання бронетехніки була мертвонародженною. Параліч командування та падіння морального духу не були кінцевою метою... німецьких сухопутних і повітряних сил, а були лише випадковими побічними продуктами традиційних маневрів швидкого оточення та допоміжної діяльності літаючої артилерії Luftwaffe, метою обох було фізичне знищення ворожих військ. Таким був Vernichtungsgedanke польського походу." – Купер
Vernichtungsgedanke була стратегією висхідної до Фрідріха Великого, і вона застосовувалася в польській кампанії, мало змінившись у порівнянні з французькими кампаніями 1870 або 1914 років. Використання танків
...залишало бажати кращого... Страх перед ворожими діями на флангах наступу, страх, який мав виявитися настільки катастрофічним для німецьких перспектив на заході в 1940 році і в Радянському Союзі в 1941 році, був присутній з початку війни. – Купер
Про це стверджував Джон Елліс, написавши в Brute Force
є значна справедливість у твердженнях Метью Купера, що танкові дивізії не отримували стратегічної місії, яка мала б характеризувати справжній бронетанковий бліцкриг, і майже завжди були тісно підпорядковані різним масам піхотних армій. – Елліс (наголос в оригіналі)
Залога та Мадей у The Polish Campaign 1939 також торкаються теми міфічних інтерпретацій бліцкригу та важливості інших видів зброї в кампанії. Західні звіти про вересневу кампанію підкреслюють ударну цінність атак танків і Штука, вони
були схильні недооцінювати караючий вплив німецької артилерії на польські частини. Мобільна та доступна у значній кількості, артилерія розгромила стільки ж підрозділів, скільки й будь-яка інша ланка Вермахту. – Залога та Мадей

## Відображення у кінематографі
- Катинь — польська драма 2007 року.

## Нотатки
1. ↑  Polish to German forces in the September Campaign: 1,000,000 soldiers, 4,300 guns, 880 tanks, 435 aircraft (Poland) to 1,800,000 soldiers, 10,000 guns, 2,800 tanks, 3,000 aircraft (Germany). French and participating Allies to German forces in the Battle of France: 2,862,000 soldiers, 13,974 guns, 3,384 tanks, 3,099 aircraft 2 (Allies) to 3,350,000 soldiers, 7,378 guns, 2,445 tanks, 5,446 aircraft (Germany).

## Кінохроніка
- Вторгнення у Польщу (кінохроніка)